# NGC 7808
NGC 7808 је лентикуларна галаксија у сазвежђу Кит која се налази на NGC листи објеката дубоког неба.
Деклинација објекта је - 10° 44' 39" а ректасцензија 0h 3m 32,1s. Привидна величина (магнитуда) објекта NGC 7808 износи 13,5 а фотографска магнитуда 14,5. NGC 7808 је још познат и под ознакама MCG -2-1-13, NPM1G -11.0001, IRAS 00009-1101, PGC 243.